# Eparchia di Achtubinsk

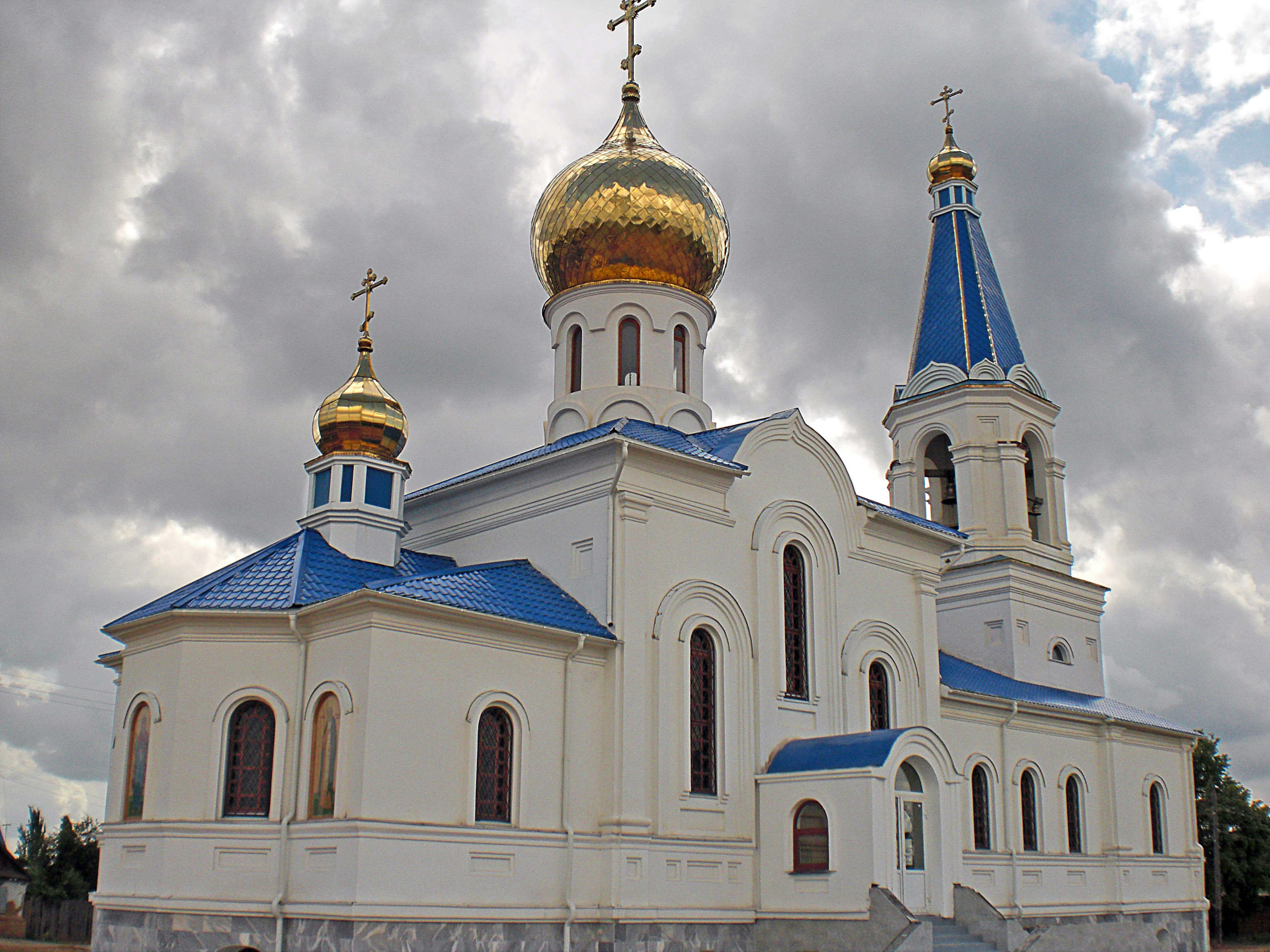
La cattedrale di Nostra Signora di Vladimir.

L'eparchia di Achtubinsk (in russo: Ахтубинская епархия) è una diocesi della Chiesa ortodossa russa, appartenente alla metropolia di Astrachan'.

## Territorio
L'eparchia comprende la città chiusa di Znamensk e i rajon Achtubinskij, Enotaevskij, Krasnojarskij, Narimanovskij, Charabalinskij e Černojarskij nell'oblast' di Astrachan'.
Sede eparchiale è la città di Achtubinsk, dove si trova la cattedrale di Nostra Signora di Vladimir. L'eparca ha il titolo ufficiale di «eparca di Achtubinsk e Enotaevka».
Nel 2020 l'eparchia era suddivisa in 5 decanati per un totale di 64 parrocchie.

## Storia
L'eparchia è stata eretta con decisione del Santo Sinodo della Chiesa ortodossa russa del 12 marzo 2013, con territorio separato da quello dell'eparchia di Astrachan'.